# Julius Jones
Julius Andre Maurice Jones (Big Stone Gap, 14 agosto 1981) è un ex giocatore di football americano statunitense che ha militato nel ruolo di running back nella National Football League (NFL).

## Carriera

### Dallas Cowboys
Jones al college giocò a football a Notre Dame. I Dallas Cowboys, alla ricerca di un sostituto di Emmitt Smith passato agli Arizona Cardinals, lo scelsero nel corso del secondo giro (43º assoluto) del Draft NFL 2004, rinunciando alla possibilità di chiamare Steven Jackson per dubbi sulle condizioni delle sue ginocchia.
Nella seconda partita della sua prima stagione Jones si ruppe una scapola, perdendo due mesi di gioco. Tornò in campo a metà stagione ma riuscì comunque a correre oltre 800 yard in 8 partite, venendo inserito nella formazione ideale dei rookie. Nella seconda stagione un infortunio a una caviglia lo rallentò per tutto l'anno e gli fece saltare tre partite, chiudendo a 7 yard da quota mille. Superò tale quota per la prima volta nel 2006, quando dovette dividere i possessi col rookie Marion Barber. Nel 2007, l'ultima stagione a Dallas, fu il titolare in tutte le sedici partite, chiudendo la sua esperienza in Texas all'ottavo posto di tutti i tempi della franchigia per yard corse in carriera.

### Seattle Seahawks
Il 7 marzo 2008, Jones firmò un contratto quadriennale con i Seattle Seahawks. Nelle prime stagioni guidò sempre la squadra con 698 e 663 yard corse e segnando 2 touchdown in entrambe le annate. Fu svincolato il 5 ottobre 2010 dopo che i Seahawks acquisirono in uno scambio Marshawn Lynch dai Buffalo Bills.

### New Orleans Saints
Il 12 ottobre 2010 Jones firmò con i New Orleans Saints. Con essi disputò 10 gare (2 come titolare), correndo 193 yard. L'8 gennaio 2011, Jones segnò due touchdown proprio contro i Seahawks nel primo turno di playoff ma i Saints persero 41-36. Divenne così il primo giocatore a segnare nei playoff contro la squadra che l'aveva svincolato nella stessa stagione. A fine anno non fu rinnovato il contratto, optando per il ritiro.

## Palmarès
- Running back della settimana: 2

13ª del 2004, 16ª del 2005
- PFWA All-Rookie Team - 2004

## Famiglia
Jones è il fratello minore del running back Thomas Jones. Nel 2006 i due divennero la prima coppia di fratelli a correre 1.000 yard nella stessa stagione.